# Chlorochlamys indiscriminata
Chlorochlamys indiscriminata är en fjärilsart som beskrevs av Walker 1863. Chlorochlamys indiscriminata ingår i släktet Chlorochlamys och familjen mätare. Inga underarter finns listade i Catalogue of Life.